# Майер, Юзеф
Юзеф Майер (пол. Józef Majer; 22 марта 1808, Краков — 3 июля 1899, Краков) — польский антрополог и зоолог, первый президент Польской академии знаний.

## Биография
На протяжении всей жизни был связан с Ягеллонским университетом в Кракове: изучал в нём математику, физиологию и медицину, с 1833 г. был профессором медицины, затем в 1848—1877 гг. профессором физиологии, в 1848—1851 и 1865—1866 гг. занимал пост ректора.
В 1873 году, совместно с учёным-антропологом Исидором Коперницким основал при Польской Академии знаний Антропологическую комиссию (пол. Komisja Antropologiczna), ставшую предшественником учреждённого в 1925 году и действующего до настоящего времени Польского антропологического общества.
В ученом мире пользовался почетной известностью его капитальный труд: пол. «Literatura fizjografii ziemi polskiej» (1862).
Весьма ценны его сочинения:
- пол. «Słownik anatomiczno-fizyjologiczny» (1838);
- пол. Przegląd potworów rybich (1841)
- пол. O teorii samorództwa (1847)
- пол. O zębie jeżowca (1851)
- пол. «Fizyologija zmysłów» (1857);
- пол. «Fizyologija układu nerwowego» (1854);
- пол. «Charakterystyka fizyczna ludności galicyjskiej» (1877, z Izydorem Kopernickim)
- пол. Zgodność oscylacji liczby osób przy rozdzielaniu różnej ludności według wzrostu (1880)
- пол. O stuletnim życiu w krajach polskich w porównaniu z trwaniem życia prawidłowym (1880)
- и некоторые исследования по антропологии.